# Virle Piemonte
Virle Piemonte, comunemente Virle (Virle in piemontese), è un comune italiano di 1 178 abitanti della città metropolitana di Torino in Piemonte. Distante circa 30 chilometri a sud da Torino, si estende sulla riva destra del torrente Lemina.

## Geografia fisica

### Territorio
La posizione geografica di Virle lascia credere che anticamente fosse ingombro di paludi e boschi e che nel 1029 alcuni monaci benedettini con radici in Susa ma traslocatisi in Vigone, con l'aiuto di monaci del loro stesso ordine che esistevano nella cittadina di Castagnole Piemonte, bonificarono il territorio di Virle, quindi si adoperarono per chiamare a coltura le terre malsane del territorio, scoprendo così prati e campi che avrebbero prodotto vita.
A partire dall'anno 1001 il territorio di Virle fu considerato un feudo che venne donato ai seguenti feudatari:
- Anno 1001: Marchese Olderico Manfredi II
- Anno 1026: Marchesi Bosone e Guidone, figli d'Arduino, marchese d'Ivrea. Venne donata loro la terza parte di Virle
- Anno 1163: Marchesi di Romagnano. I cui discendenti ne cedettero una quinta parte al principe Filippo D'Acaja, il quale nel 1307 la vendette a Giorgio Asinari dei signori di Camerano

Le prime case furono costruite nella regione del paese chiamata Podi, che si trova al confine con Pancalieri, perché quei territori sono più elevati.

## Origine del nome
A Virle Piemonte, in regione San Paolo, venne ritrovata una lapide di marmo bianco con un'antica epigrafe in cui si leggeva la parola IRLA e nel 1866 furono ritrovati scheletri disposti in vari sensi, accanto ai quali vi era un vaso di creta di forma romana, andato distrutto per l'imperizia dei lavoratori.
Da alcuni documenti si può anche capire l'origine del nome dell'attuale cittadina della provincia di Torino.
Ci potrebbero essere due tipi di derivazione:
Virle da vicus Irlae, villaggio fondato dalla famiglia Irla, di origine romana.
Virle sarebbe il risultato e questo significherebbe che Virle era un villaggio appartenente alla famiglia Irlae (probabilmente essi erano patrizi romani).
C'e anche un'altra probabile provenienza del nome a giudicare da questo documento.
Virle (Virla), ora Virle Piemonte è voce corrotta di Virguletta, luoghi piantati di verghette acconcie a legar viti e simili. 
Da quest'ultimo documento si risale anche alla data di fondazione del paesino, intorno al 400 d.C., quindi in epoca romana.
Da come si legge nel secondo documento, il nome di Virle venne poi cambiato in seguito in Virle Piemonte, per la precisione in un Consiglio Comunale mentre correva l'anno 1864.

## Monumenti e luoghi d'interesse
A Virle sono presenti anche castelli tra i quali:

### Castello dei marchesi Romagnano
Il castello era cinto da fossati e mura che sono state presenti sino al 1626; esse furono probabilmente demolite nel 1630 dalle truppe francesi che si accamparono a Virle, presso la cascina e la chiesa di San Paolo, in attesa del nuovo scontro con l'esercito sabaudo.
Di questa cinta ormai non rimane che la cosiddetta Portassa, il cui vero nome è Porta Boni Loci. Il castello attuale risale al 1700.

### Castello dei conti Piossasco di None
Per contrapporsi politicamente all'antica casata dei Romagnano, gli Asinari, antichi feudatari di Virle, eressero un palazzo nel centro del paese.
L'ultimo degli Asinari lasciò in eredità i suoi possedimenti alla figlia Margherita, che sposò il conte Aimone Piossasco di None.
Al nipote di quest'ultimo si deve la ricostruzione del castello secondo lo stile della prima metà del XVIII secolo.

## Società

### Evoluzione demografica
Abitanti censiti

## Cultura

### Musica
La festa patronale dedicata a Sant'Anna ha luogo ogni anno l'ultima domenica di luglio. Invece la seconda domenica di novembre si tiene la Fiera della Zucca e del Nespolo (Fèra dla Cossa e dij Pocio).

### Biblioteca
Presso il palazzo comunale ha sede la biblioteca civica. Il suo patrimonio è costituito sia da donazioni che da acquisti.

## Amministrazione
Di seguito è presentata una tabella relativa alle amministrazioni che si sono succedute in questo comune.
| Periodo         | Periodo         | Primo cittadino  | Partito                          | Carica              | Note  |
| --------------- | --------------- | ---------------- | -------------------------------- | ------------------- | ----- |
| 21 aprile 1986  | 17 giugno 1990  | Alberto Garetto  | lista civica                     | Sindaco             | [ 8 ] |
| 17 giugno 1990  | 24 aprile 1995  | Alberto Garetto  | lista civica                     | Sindaco             | [ 8 ] |
| 24 aprile 1995  | 4 dicembre 1995 | Graziano Lardone | centro                           | Sindaco             | [ 8 ] |
| 4 dicembre 1995 | 10 giugno 1996  | Valeria Sabatino |                                  | Comm. straordinario | [ 8 ] |
| 10 giugno 1996  | 17 aprile 2000  | Graziano Lardone | centro                           | Sindaco             | [ 8 ] |
| 17 aprile 2000  | 5 aprile 2005   | Lorenza Biolatto | lista civica                     | Sindaco             | [ 8 ] |
| 5 aprile 2005   | 30 marzo 2010   | Rinaldo Candeago | lista civica                     | Sindaco             | [ 8 ] |
| 30 marzo 2010   | 31 maggio 2015  | Rinaldo Candeago | lista civica                     | Sindaco             | [ 8 ] |
| 1º giugno 2015  | in carica       | Mattia Robasto   | lista civica Lavoriamo per Virle | Sindaco             | [ 8 ] |